# Camilla Weitzel
Camilla Weitzel, född 11 juni 2000 i Hamburg i Tyskland, är en beachvolley- och volleybollspelare (center) som spelar med Chieri '76 Volleyball och Tysklands landslag.
Weitzel spelade som barn tennis, gymnastik och friidrott. Genom sin syster kom hon att börja spela volleyboll, där hon spelade med ASV Landau. Hon flyttade 2013 till Dresden för spel med Dresdner SC:s utvecklingslag VC Olympia Dresden och spelade där först med utvecklingslaget och sedan seniorlaget. Efter säsongen 2016/17 tänkte Weitzel på att lägga av på grund av stress. I november 2017 började hon spela med Dresdens förstalag då Ivana Mrdaks var skadad och spelade sina första matcher under Bundesliga-säsongen 2017/18, då laget gick till semifinal i tyska mästerskapet. Hon ingick också i laget som vann DVV-Pokal samt deltog i CEV Cup, där laget förlorade en heltysk kvartsfinal mot Allianz MTV Stuttgart. Säsongen 2018/19 var mindre framgångsrik för Dresden. Laget slogs ut i åttondelsfinalen i DVV-Pokal mot Stuttgart, i den första omgången av CEV Cup mot UYBA Volley och i kvartsfinalen i Bundesliga. Säsongen 2019/20 vann hon DVV-Pokal med Dresden mot Stuttgart i finalen. I CEV Challenge Cup hade laget nått semifinal när säsongen avbröts p.g.a. Covid-19-pandemin, medan de låga fyra i Bundesligasäsongen. Säsongen 2020/21 vann de tyska mästerskapet. Efter att ha vunnit mästerskapet lämnade Weitzel Dresdner SC för den italienska förstadivisionsklubben Chieri '76 Volleyball. 
Weitzel har spelade med både de tyska juniorlandslaget och seniorlandslaget. Sommaren 2019 gjorde Weitzel sina första framträdanden i det tyska landslaget och har spelat med dem vid EM 2019, 2021 och 2023, liksom vid VM 2022. 
Weitzel har spelat beachvolley, främst under period 2014 till 2017. Med Maike Henning blev hon tysk U17-mästare 2015 och med Meghan Barthel blev hon 2017 tvåa i tyska U19-mästerskapet.